# 曾子崇
曾子崇（英語：Alfred Tsang），澳大利亚新南威尔士州史卓菲市前市长。之前曾多次担任史卓菲市的市议员及副市长。曾子崇曾在IBM工作达13年。他也是悉尼的著名企业家，悉尼市中心的多家食店都是他旗下的I love Sushi集团的分店。从2000年到2005年2月16日他是澳大利亚团结党主席。从2004年4月14日到同年12月20日他是史卓菲市市长。由于被指责受贿他被迫退除所有政治职务。
事件发生的原因是澳大利亚悉尼市的西部地区（史卓菲市也属于这个地区）的发展规划。这个地区在近年内成为一个发展非常快的地区，同时也是竞争非常激烈的一个地区。尤其澳大利亚工党非常支持这个地区的发展规划。据《澳大利亚人报》报道，当地建筑公司在2004年的选举中向工党捐献了近8.5万澳元的竞选费用（工党一共拥有约10万澳元费用）。曾子崇2003年3月进入史卓菲市议会后推翻了一些过去工党赞同的计划，因此被当地的一些建筑公司看作威胁。在《澳大利亚人报》发表了一张显示曾子崇接受一个建筑公司20万澳元的贿赂的照片后，曾子崇于2004年12月20日被迫离职。曾子崇自己称他被当时提供给他的巨款惊昏了，他在第二天就把这笔钱又送回去了。也有人认为曾子崇是中了他的政敌的圈套了。